# Roger Bertholleau
Roger Bertholleau, né le 9 mars 1897 à Vendeuvre-du-Poitou (Vienne) et mort le 2 mai 1977 à Chabournay (Vienne), est un homme politique français.

## Détail des fonctions et des mandats
Mandat parlementaire
- 7 février 1965 - 2 avril 1967 : Député de la 1re circonscription de la Vienne